# Chestermere
Chestermere – miasto w Kanadzie, w prowincji Alberta.